# 恋衣〜まずはコレ着て!〜
『恋衣〜まずはコレ着て!〜』（こいごろも まずはこれきて）は2009年11月20日にCatear（カティア）から発売されたアダルトゲームである。発売元によるジャンルは「女装ラブコメディ」。

## 解説
女性キャラクターを主人公に据え、同級生の少年を女装させて楽しむアダルトゲーム。
シナリオは章立てされており、チャプター画面上に並べられたシーン画像をクリックすると、動画が流れてシナリオが流れるという仕組みになっている。

## あらすじ
ある日、主人公の相良沙智はクラスメイトの宮部稔から告白される。突然のことに驚いた沙智は思わず「女装してくれたらいいよ」と交際の条件を出す。真に受けた稔は、沙智の前に今度は女装で現れて…。こうして2人の奇妙な関係が始まった。

## 登場人物
相良 沙智（さがら さち）
主人公。奔放な性格の女性。相手に分け隔てなく接するため、異性のファンが多い様子。悪ノリが玉に瑕。
宮部 稔（みやべ みのる）
沙智のクラスメイト。沙智と交際したいがために、けなげに女装を続けている。
堂島 志穂（どうじま しほ）
沙智のクラスメイトで、幼馴染み。洞察力に優れる。
千葉 亮太郎（ちば りょうたろう）
沙智にアタックするも、いつも軽くあしらわれている。沙智と志穂とは付き合いが長いらしい。

## スタッフ
- 原画：風雅ゆゆ
- 脚本：都津谷丹紀
- 歌：佐倉ユキ